# Mazacyla
Mazacyla là một chi bướm đêm thuộc họ Erebidae.